# Không gian Minkowski

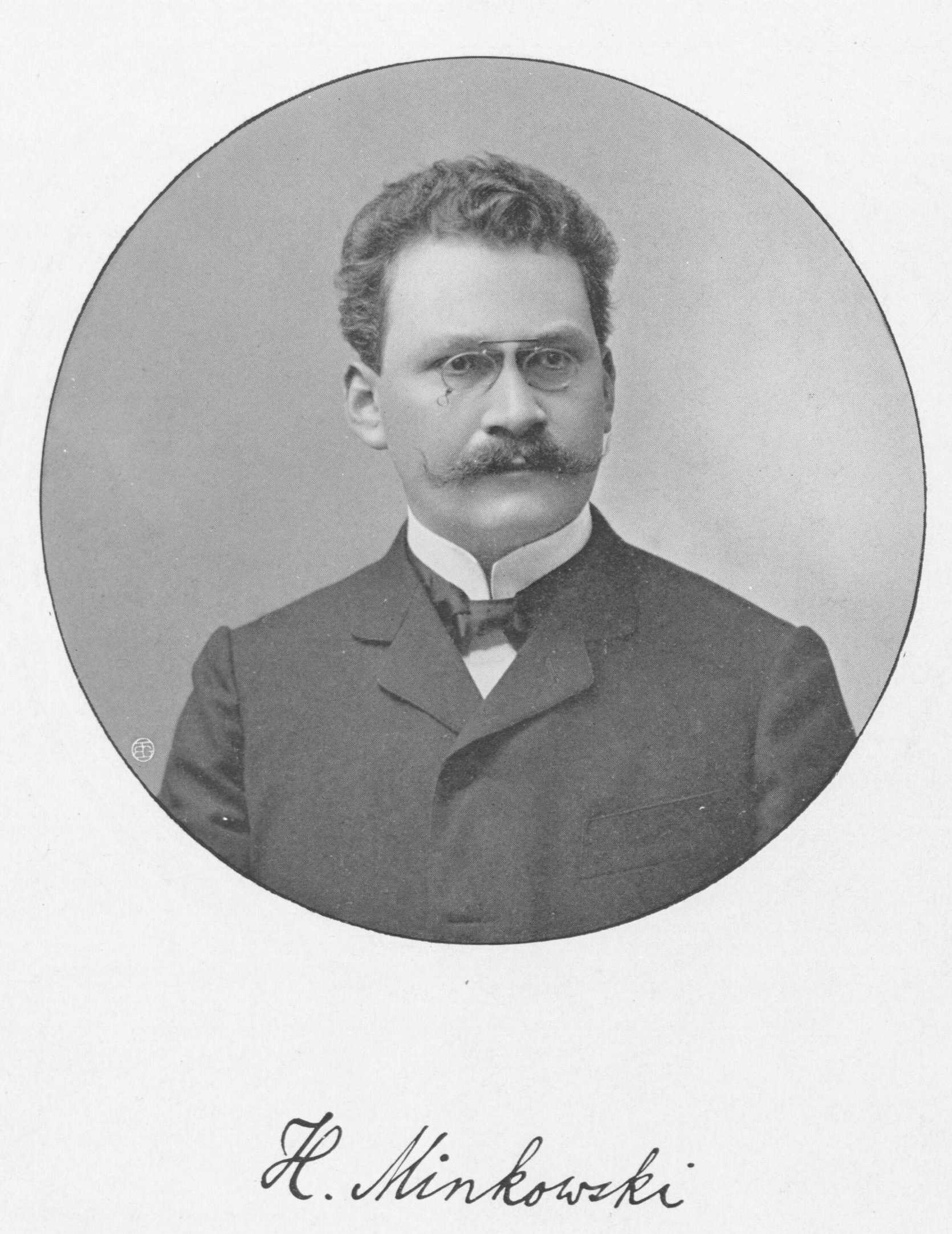
Hermann Minkowski (1864–1909) phát hiện ra rằng thuyết tương đối hẹp, do học trò cũ của ông là Albert Einstein đưa ra, được hiểu dễ nhất như là một không gian bốn chiều, không-thời gian Minkowski.

Trong vật lý toán, không gian Minkowski (hoặc không thời gian Minkowski) là sự kết hợp của ba chiều không gian Euclide và một chiều thời gian vào một đa tạp bốn chiều trong đó khoảng-cách-không-thời gian giữa hai sự kiện không phụ thuộc vào hệ quy chiếu quán tính trong đó chúng được ghi lại. Mặc dù ban đầu được phát triển bởi nhà toán học Hermann Minkowski cho các phương trình điện từ Maxwell, cấu trúc toán học của không thời gian Minkowski đã được chứng minh là hệ quả tất yếu từ các định đề của thuyết tương đối hẹp.